# Mangunan (Udanawu)
Mangunan is een bestuurslaag in het regentschap Blitar van de provincie Oost-Java, Indonesië. Mangunan telt 2715 inwoners (volkstelling 2010).